# Màscara de col·lisió
La màscara de col·lisió (o hitbox) és un terme específic per a videojocs que defineix l'àrea sensible d'un element de joc (un personatge, un vaixell) als projectils enemics (cf. patró de tir). Aquest concepte de joc és essencial en els jocs d'acció, i especialment en els shoot 'em up. Als shoot 'em up de després de 2000 i especialment els jocs de trets hardcore, la màscara de col·lisió és sovint molt menuda, de l'ordre d'uns pocs píxels d'amplada.